# Nolan
Nolan S.p.A. je italijanski proizvajalec čelad za motoriste. Podjetje je leta 1972 ustanovil Lander Nocchi. Leta 1993 je predstavil Grex čelade, leta 1998 pa X-Lite.
Znani dirkači, ki so uporabljali Nolan čelade:
- Jorge Lorenzo (X-lite x-802)
- Casey Stoner (Nolan x-802)
- Marco Melandri (Nolan x-802)
- Ricardo Tormo
- Carlos Checa (X-lite x-802)